# Avitta fluviatilis
Avitta fluviatilis là một loài bướm đêm trong họ Noctuidae.